# راتایه (ناحیه بنشوف)
راتایه (به چکی: Rataje) یک منطقهٔ مسکونی در جمهوری چک است که در ناحیه بنشوو واقع شده‌است. راتایه ۴٫۴۹ کیلومتر مربع مساحت و ۱۷۹ نفر جمعیت دارد و ۴۴۴ متر بالاتر از سطح دریا واقع شده‌است.